# Магінська сільська рада
Магі́нська сільська рада (рос. Магинский сельский совет) — муніципальне утворення у складі Караідельського району Башкортостану, Росія. Адміністративний центр — село Магінськ.

## Населення
Населення — 1476 осіб (2019, 1643 в 2010, 1722 в 2002).

## Склад
До складу поселення входять такі населені пункти:
| Населений пункт        | Населення, осіб (2002) | Населення, осіб (2010) |
| ---------------------- | ---------------------- | ---------------------- |
| Магінськ, село         | 1519                   | 1491                   |
| Сосновий Бор, присілок | 203                    | 152                    |